# Атарот (Библия)
Атарот, в синодальном переводе Атароф (др.-евр. עטרות‬ — «короны», «венцы») — в Ветхом Завете название нескольких городов и местностей в Палестине, на восточной и западной стороне Иордана.

## Колено Гадово
- Атарот (עטרות) — название палестинской области, лежавшей к востоку от Иордана. Она упоминается рядом с Дивоном и Язером как страна весьма плодородная и пригодная для разведения скота. Этой страны добивались одновременно колена Реубеново и Гадово, но получило её только последнее, которое построило на нём город того же наименования (Чис. 32; 34).[1]
- Атарот (עטרות) — город, лежавший на восточном берегу Мёртвого моря, в области, отнятой евреями y моавитян и отданной колену Гада (Чис. 32:3). Этот город, как указывает Библия, был построен гадитами (Чис. 32:34), что подтверждается и надписью царя Меши (10-я строка стелы Меша). Его отождествляют с нынешним Аттаром.[1] Стела Меша повествует, что покорённую царём Амврием (Омри) область у Медебы, где поселились израильтяне «в дни Омри и в половину дней его сына — в продолжение 40 лет», Меша отвоевал обратно с помощью Хамоса (Кемoша); укреплённый израильским царем город Атарот, в области которого жили «люди Гад» с древних времён, Меша покорил и истребил всё население, какое приятное зрелище для Хамоса и Моаба, после чего он поселил других жителей в Атарот. Он возвратил также (завоёванные израильтянами) принадлежности алтаря в святилище Кемоша в Кериот. Он завоевал город Небо у израильтян и истребил всё население как посвящение (анафема) богу; принадлежности алтаря бога Яхве, которые находились в этом городе, он перенёс в святилище своего бога Хамоса.[3]
- Атарот Шофан (עטרות שופן) — название города, находившегося в пределах Гадова удела (Чис. 32:35)[1].

## Колено Ефремово
- Атарот (עטרות) — город в пограничной полосе между владениями колен Эфраимова и Веньяминова (Нав. 16:2); это мнение оспаривалось Булем[1].
- Атарот Аддар (עטרות אדר) — пограничный город Эфраимова удела (Нав. 16:5; 18:13); может быть, тождествен с предыдущим Атаротом[1].